# Масово убийство
Масовото убийство или масовите убийства са директен акт на умишлено убийство (предумишлено убийство) на голям брой хора (най-често на цивилни граждани, които са невъоръжени и нямащи възможност да окажат реална съпротива), извършено или извършени в кратък период от време, вследствие на единичен, еднократен акт или свързани, последователни, планирани и/или целенасочени актове насочени към отнемане на живота на много хора.

## Като актове на терор и геноцид
Масовите убийства биват основно два вида: такива в мирно време, извършени от масови или серийни убийци, и такива, извършени във време на война от военни над цивилно население.
Често масовото убийство може да бъде разглеждано като политически инструмент за терор или даже геноцид, но може да бъде дело и само на едно лице с умствени, психопатологични увреждания или силно проявена криминалност. Към масовите убийства се причисляват атентатите, терористичните актове, саботажите, злополуките или планираните нападения с оръжия за масово унищожение, които могат да доведат до много жертви. Масовите убийства, извършени от държавни органи, обикновено са резултат от изпълнение на смъртни наказания, но те могат да бъдат и следствие от скрита или добре прикрита държавна политика или диверсия, като случая с т.нар. Гладомор в Украйна през 30-те години на 20 век, определян от повечето държави като геноцид.
Масовите убийства, извършвани от група въоръжени екстремисти във връзка с дискриминация на етно-религиозна основа, обичайно се нарича погром.

## Криминални актове
В днешно време, в САЩ, са чести случаите на особен вид масови убийства, като стрелба по ученици или студенти в учебни заведения. Книгата и филмът по нея Трябва да говорим за Кевин разказва за подобен фикционален случай, изследвайки възможните психологически, социални и генетични причини за развитието на личност с психопатологични отклонения, и причините за едно такова фикционално масово убийство. Англосаксонската пеналистика ясно разграничава и отделя извършителя на подобно масово убийство от серийния убиец, определян в повечето случаи за психопат и маниак, извършител на поредица убийства, но през продължителен промеждутък от време.

## Масови убийства по време на война
Сред най-известните масови убийства извършени по време на бойни действия са бомбардировките на Токио и Дрезден, както и атомните бомбардировки на Хирошима и Нагасаки, при които загиват стотици хиляди невинни и цивилни граждани от воюващите страни от Оста. България, и в частност София, също не е пощадена по време на Втората световна война при бомбардировките на София. Всички тези бомбардировки са дело на англо-американската съюзническа военна авиация. Масови убийства на цивилни граждани извършва и сръбската армия при войната с Босна и Херцеговина.